# Cantó de Méru
El cantó de Méru és una divisió administrativa francesa del departament de l'Oise i del districte de Beauvais. El cap cantonal és Méru i agrupa 20 municipis.

## Municipis
| Municipi                 | Població* | Codi postal | Codi INSEE |
| ------------------------ | --------- | ----------- | ---------- |
| Amblainville             | 1 688     | 60110       | 60010      |
| Andeville                | 2 996     | 60570       | 60012      |
| Anserville               | 435       | 60540       | 60018      |
| Bornel                   | 3 300     | 60540       | 60088      |
| Chavençon                | 114       | 60240       | 60144      |
| Corbeil-Cerf             | 290       | 60110       | 60162      |
| Esches                   | 1 071     | 60110       | 60218      |
| Fosseuse                 | 742       | 60540       | 60246      |
| Fresneaux-Montchevreuil  | 717       | 60240       | 60256      |
| Hénonville               | 785       | 60119       | 60309      |
| Ivry-le-Temple           | 658       | 60173       | 60321      |
| Lormaison                | 1 371     | 60110       | 60370      |
| Méru                     | 12 712    | 60110       | 60395      |
| Montherlant              | 114       | 60790       | 60417      |
| Monts                    | 172       | 60119       | 60427      |
| Neuville-Bosc            | 440       | 60119       | 60452      |
| Pouilly                  | 160       | 60790       | 60512      |
| Ressons-l'Abbaye         | 101       | 60790       | 60532      |
| Saint-Crépin-Ibouvillers | 1 038     | 60149       | 60570      |
| Villeneuve-les-Sablons   | 1 084     | 60175       | 60678      |

* Dades del 1999

## Història
| Data d'elecció                           | Identitat                   | Partit          | Qualitat   |
| ---------------------------------------- | --------------------------- | --------------- | ---------- |
| 1945-1958                                | Jean Gimon                  | SFIO            | Metge      |
| 1958-1964                                | Simone Roussillat-Bouchardy | PCF             | Professora |
| 1964-1970                                | Maurice César               | SFIO            |            |
| 1970-1977                                | M. Tempez                   | Centrista       |            |
| 1977-1982                                | Guy Vadepied                | PS              | Diputat    |
| 1982-…                                   | Alain Letellier             | RPR després UMP | Metge      |
| les dades anteriors no són pas conegudes |                             |                 |            |